# Projet West Ford

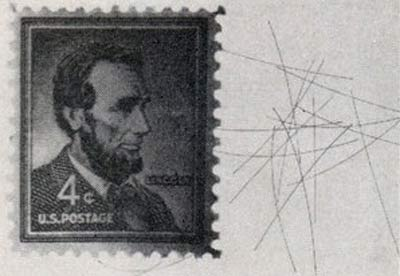
Quelques-unes des aiguilles utilisées : le timbre poste donne l'échelle

Le projet West Ford (appelé également Aiguilles de Westford ou projet Aiguilles) est un dispositif de télécommunications spatial passif testé par le Lincoln Laboratory du Massachusetts Institute of Technology (MIT) à la demande de l'Armée américaine au début des années 1960. L'Armée souhaitait disposer d'un système de communications militaire à grande distance fiable, pouvant remplacer les câbles sous-marins dans la perspective d'un conflit avec l'Union soviétique. Le projet reposait sur la création d'une ionosphère artificielle autour de la Terre constituée de plusieurs centaines de millions d'aiguilles formant un réflecteur passif pour les émissions radio. Deux tentatives eurent lieu : en 1961 la dispersion des aiguilles ne s'effectua pas correctement. La deuxième tentative, en 1963, permit de vérifier le fonctionnement du dispositif. Les rapides progrès dans la mise au point des satellites de télécommunications mirent un terme au projet qui s'était par ailleurs heurté aux objections des autres nations et à la communauté des astronomes. La plupart des aiguilles, placées sur une orbite polaire à plus de 3 500 km d'altitude, ont effectué depuis leur rentrée atmosphérique. Mais le mécanisme de dispersion développé pour le projet ayant eu des ratés en particulier lors du lancement de 1961, certaines aiguilles restées regroupées en paquet sont toujours en orbite, du fait d'un rapport surface/masse plus faible que celui prévu au départ, et sont aujourd'hui suivis comme des débris spatiaux.

## Contexte
À l'époque de la guerre froide, au début des années 1960, la majorité des communications internationales militaires passaient soit par des câbles sous-marins soient par des postes émetteur-récepteur radio  qui pour les communications à longue distance utilisent les propriétés de l'ionosphère : cette couche de l'atmosphère, située entre 50 et 800 km d'altitude, permet la propagation des ondes radio en les réfléchissant. En 1958, lorsque le projet  West Ford est mis sur pied, les satellites de télécommunications n'existaient pas. L'Armée américaine craignait que l'Union soviétique, en cas de conflit, puisse mettre hors service les câbles sous-marins en les coupant, ce qui n'aurait laissé que les ondes radio comme  moyen de communications avec les forces déployées à l'étranger. Or la portée et la qualité des communications utilisant les émetteurs radios  n'étaient pas jugées satisfaisantes car trop dépendantes de l'état de l'ionosphère : celle-ci varie en fonction du moment de la journée (jour, nuit), de la saison et de l'activité solaire.

## Objectif et description du projet
L'objectif du projet West Ford était de créer une ionosphère artificielle qui garantissait une qualité constante des communications radio. Pour y parvenir, une ceinture constituée de 480 millions d'aiguilles était créée tout autour de la Terre : les aiguilles  en cuivre d'un diamètre de  25.4μm (17.8μm  lors de la deuxième tentative en 1963) et pesant 40 microgrammes formaient autant d'antennes dipolaires longues de 1,78 cm : cette longueur correspondant à la moitié de la longueur d'onde des communications radio à 8 000 MHz,. Les dipôles étaient placés sur une orbite polaire quasi circulaire entre 3 500 et 3 800 km d'altitude avec une inclinaison comprise entre 96° et 87°. Pour le lancement les aiguilles étaient placées dans des magasins cylindriques remplis de naphtalène. Une fois en orbite, les magasins étaient mis en rotation et au fur et à mesure de l'évaporation du naphtalène, les aiguilles étaient dispersées tout au long de l'orbite formant une bande de 15 km de large et de 30 km d'épaisseur. Il était prévu que la distance moyenne entre chaque dipôle soit d'environ 400 mètres Pour tester le dispositif, les aiguilles devaient servir collectivement de réflecteur passif aux communications émises à partir d'une antenne parabolique située dans la ville de  Westford dans l'État du Massachusetts, à destination de sites situés à grande distance.

## Mise en œuvre

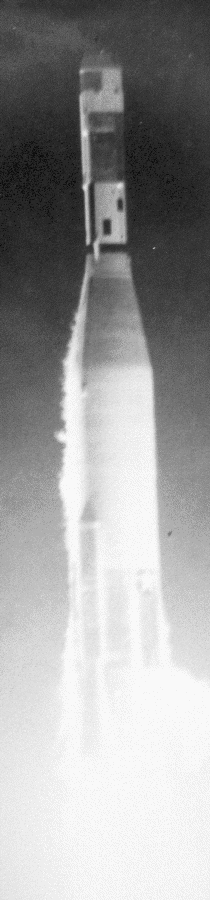
Lancement de MIDAS 4 par une fusée Atlas Agena B

Les paquets d'aiguilles, qui représentaient une masse de 20 kg à laquelle s'ajoutaient 20 kg pour le système de dispersion et le conditionnement, ont été lancés à deux reprises en tant que charge annexe associée  aux satellites d'alerte précoce MIDAS. Après un premier échec lors du lancement de Midas 4   le 21 octobre 1961 (les aiguilles ne s'étaient pas dispersées), la deuxième tentative effectuée le 9 mai 1963 (Midas 6) fut couronnée de succès : au bout de 40 jours environ, les aiguilles formaient une ceinture tout autour de la planète. Les tentatives de communication effectuées peu après le lancement permirent d'atteindre un débit de 20 000 bits par seconde. Mais quatre mois plus tard alors que les aiguilles s'étaient dispersées, le débit avait chuté à 100 bits par seconde. Cette chute rapide du débit et le développement rapide des satellites de télécommunications mit fin au projet.

## Les réactions
Les radio-astronomes, les astronomes britanniques ainsi que la Royal Astronomical Society, qui redoutaient que leurs observations soient perturbées par les aiguilles, protestèrent contre le projet,,. Le journal soviétique de la Pravda se joignit aux protestations sous le titre Les États-Unis polluent l'espace.
Le sujet fut évoqué à l'Organisation des Nations unies où l'ambassadeur américain  Adlai Stevenson dut défendre le projet.
Stevenson étudia le dossier West Ford et parvint à dissiper les craintes que suscitaient le projet chez une vaste majorité des délégués des autres pays. Il expliqua, en citant les articles qu'il avait lus, que la pression de radiation exercée par le Soleil devait entrainer une dégradation rapide de l'orbite des aiguilles qui rentreraient dans l'atmosphère au bout d'environ trois ans. La principale conséquence des protestations internationales se résuma finalement à l'ajout d'une clause sur le sujet dans le Traité de l'espace ratifié en 1967.

## Situation actuelle
Contrairement à ce qu'affirmaient les partisans du projet, il subsiste encore en 2010 des aiguilles en orbite. En effet, à la suite des problèmes rencontrés au premier lancement en 1961, les aiguilles ne sont pas dispersées comme prévu et sont restées groupées en paquet (40 000 paquets à l'origine) dont le rapport surface/masse est bien inférieur à ce qui était prévu : la pression de radiation, qui est proportionnelle à la surface exposée, n'a pas joué le rôle attendu. La dispersion n'a pas non plus été parfaite lors du deuxième lancement et a ajouté environ 1 000 paquets.
Les  aiguilles qui subsistent font désormais partie des débris spatiaux catalogués et surveillés par les radars au sol et périodiquement certaines d'entre elles plongent dans l'atmosphère terrestre.